# (736) Гарвард
(736) Гарвард (лат. Harvard) — крупный астероид Главного пояса, который был открыт 16 ноября 1912 года американским астрономом Джоэлом Меткалфом в американском городе Винчестер (штат Массачусетс, США) и назван им в честь Гарвардского университета.

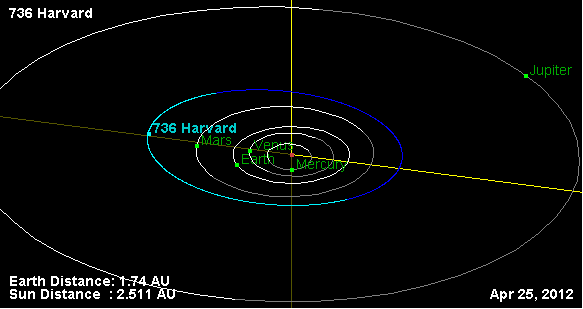
Орбита астероида Гарвард и его положение в Солнечной системе